# 남수북조

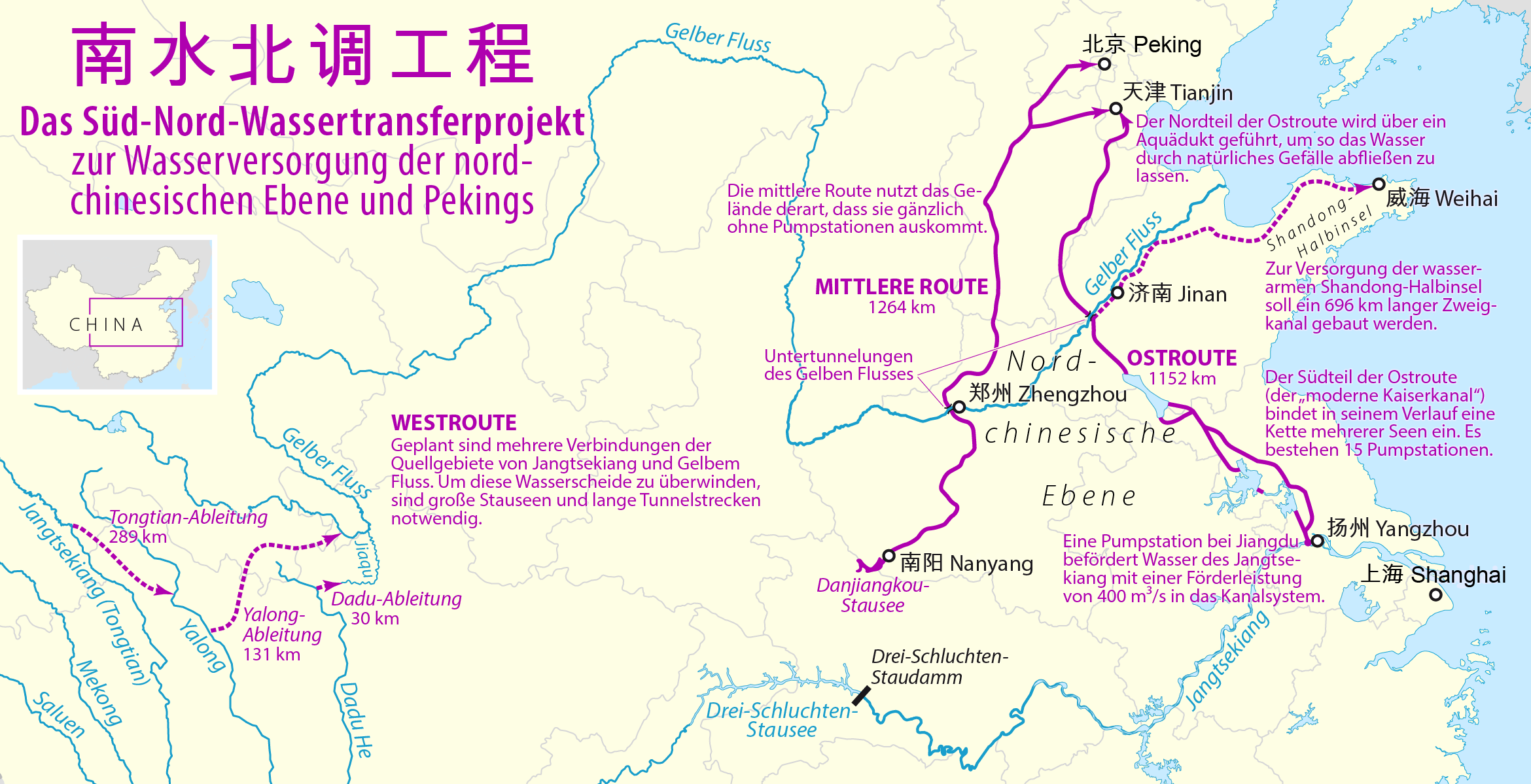

남수북조(南水北調, 영어: South–North Water Transfer Project, South-to-North Water Diversion Project)는 남부의 수자원을 북부로 보낸다는 뜻으로 중화인민공화국에서 진행하는 개발사업이다. 장강(양쯔강)의 물을 황하까지 보낼계획으로 기존의 대운하를 포함한 3개수로를 건설할 계획이다.

## 동선
대운하를 확장하여 톈진에 물을 공급한다.

## 중선
장강의 지류인 한강(한수이)의 단장커우 저수지에서 베이징까지 물을 공급한다. 중력의 힘으로 펌프 없이 물을 공급하며 황하를 하저 도수터널로 통과한다. 수압의 힘으로 황하 아래로 내려간 물이 다시 지표를 따라 흐르게 하는 부분이 엄청난 난공사였다. 2010년에 거의 완공되어 2014년부터 물을 공급하기 시작했다. 중선을 건설한 이후 단장커우 저수지보다 하류의 한강 수량이 2/3으로 줄어들면서 환경 문제가 생겼다. 그래서 장기계획으로 싼샤 댐부터 단장커우 저수지까지 수로를 건설할 계획이다.

## 서선
장강(양쯔강) 상류 통톈강, 야룽강, 다두허에서 황하의 수원으로 물을 돌리는 공사에 착수할 예정이다.
장기계획으로는 브라마푸트라강(얄루짱부강), 땅륀강, 메콩강 상류의 물을 양쯔강으로 돌리는 수로도 건설할 계획이 있다.

## 같이 보기
- 멍쉐눙